# Table Rock (Pennsylvania)
Table Rock è un census-designated place (CDP) degli Stati Uniti d'America, situato nello stato della Pennsylvania, nella contea di Adams.